# Droga krajowa nr 7 (Polska)
Droga krajowa nr 7 – droga krajowa klas S oraz GP prowadząca z Żukowa k. Gdańska przez Warszawę do granicy ze Słowacją w Chyżnem. Jest ona częścią międzynarodowej drogi europejskiej E77 prowadzącej dalej przez Słowację do stolicy Węgier, Budapesztu oraz na odcinku Gdańsk – węzeł Elbląg Wschód częścią trasy E28. Fragment z Krakowa do Rabki jest także częścią trasy tzw. Zakopianki, czyli najczęściej uczęszczanej przez turystów drogi w Tatry. Trasa przebiega przez pięć województw: pomorskie, warmińsko-mazurskie, mazowieckie, świętokrzyskie i małopolskie. Arteria bywa czasem nazywana drogą E7, ze względu na to, że przed reformą sieci drogowej w 1985 roku znaczna część trasy obecnej „siódemki” istniała jako szlak międzynarodowy E7.
W czasach PRL odcinek Warszawa – Płońsk rozbudowano do postaci dwujezdniowej. Do połowy lat 80. arterię przebudowano od granic Warszawy do Dziekanowa Leśnego. Na dalszym odcinku druga jezdnia, wraz z nowym mostem nad Wisłą, powstała do początku lat 90. Analogicznie w I połowie lat 80. oddano do użytku drugą jezdnię na odcinku Warszawa – Grójec.

## Dopuszczalny nacisk na oś
Od 13 marca 2021 roku na drodze dozwolony jest ruch pojazdów o nacisku pojedynczej osi napędowej do 11,5 tony.

### Do 13 marca 2021
Wcześniej droga krajowa nr 7 objęta była ograniczeniami dopuszczalnego nacisku pojedynczej osi:
| Znak | Dopuszczalny nacisk | Lata obowiązywania | Odcinek |
| ---- | ------------------- | ------------------ | --- |
| DK7  | do 10 ton           | 2005–2010          | Żukowo (6) – Gdańsk – Elbląg – Ostróda – Olsztynek – Płońsk – Warszawa – Janki – Grójec – Radom – Kielce – Kraków – Rabka – Chyżne – granica państwa |
| DK7  | do 10 ton           | 2010–2011          | - Żukowo (20) – Gdańsk (6) - Elbląg (22) – Ostróda – Olsztynek – Płońsk – Warszawa – Janki – Grójec (50) - Radom (12) – Kielce – Kraków – Rabka-Zdrój – Chyżne – granica państwa                                                                                         |
| DK7  | do 10 ton           | 2011–2012          | - Żukowo (20) – Gdańsk (91) - Warszawa (8 – al. Armii Krajowej) – Janki – Grójec (50) - Radom (12) – Kielce – Kraków – Rabka-Zdrój – Chyżne – granica państwa |
| DK7  | do 10 ton           | 2012–2015          | - Warszawa (8 – al. Armii Krajowej) – Janki – Grójec (50) - Radom (12) – Kielce – Kraków – węzeł Radzikowskiego (79, 94) - Lubień (968) – Rabka-Zdrój (47) |
| DK7  | do 10 ton           | 2015–2017          | - Warszawa (8 – al. Obrońców Grodna) – Warszawa (719 – węzeł „Opacz”) - Kielce (węzeł „Kielce Południe”) – Jędrzejów (początek drogi ekspresowej) - Jędrzejów (koniec drogi ekspresowej) – Kraków (94 – węzeł „Modlniczka”) - Lubień (węzeł „Lubień”) – Rabka-Zdrój (47) |
| DK7  | do 10 ton           | 2017–2021          | Warszawa (8 – al. Obrońców Grodna) – Warszawa (719 – węzeł „Opacz”) |

## Droga ekspresowa S7
Droga na odcinkach Gdynia Chylonia - Gdynia Wielki Kack, Gdańsk – Siedlin, Załuski – Czosnów, Warszawa – Kraków i Myślenice – Rabka Zdrój ma status drogi ekspresowej S7.

## Szczegóły przebiegu

### Przebieg w Gdańsku
Obecnie droga nr 7 rozpoczyna się na rondzie łączącym ją z drogą nr 20 w Żukowie i prowadzi w kierunku Gdańska drogą oznaczaną w latach 90. jako 219, a w granicach Gdańska (jako S7) przebiega trasą południowej obwodnicy Gdańska, i łączy Koszwały na wschodnich przedmieściach Gdańska, przez dzielnicę Orunia-Św. Wojciech-Lipce z obwodnicą trójmiejską w Straszynie na węźle Gdańsk-Południe.

### Przebieg w Warszawie
Na przestrzeni lat kilkukrotnie zmieniano przebieg drogi nr 7 przez Warszawę:
- 14 lutego 1986[n] – 2000[34]: al. Krakowska – ul. Grójecka – pl. Narutowicza – ul. Grójecka – pl. Artura Zawiszy – ul. Towarowa – rondo Daszyńskiego – ul. Towarowa – ul. Okopowa – rondo Babka – al. Jana Pawła II – pl. Grunwaldzki – ul. ks. Popiełuszki – ul. Juliusza Słowackiego – ul. Marymoncka – ul. Pułkowa[o][35]
- 2000 – 2014[36]: al. Krakowska – ul. Hynka[p] – ul. Sasanki[p] – ul. Marynarska[p] – ul. Wincentego Rzymowskiego[p] – ul. Dolina Służewiecka – al. gen. Władysława Sikorskiego – ul. Wincentego Witosa – ul. Czerniakowska[o] – ul. Solec[o] – ul. Wybrzeże Kościuszkowskie[o] – ul. Wybrzeże Gdańskie[o] – ul. Wybrzeże Gdyńskie[o] – ul. Pułkowa
- od 2014 roku[36][37]: Trasa Salomea-Wolica – Al. Jerozolimskie – al. Prymasa Tysiąclecia – al. Obrońców Grodna – Trasa Armii Krajowej[q] – ul. Wybrzeże Gdyńskie[o] – ul. Pułkowa

Całkowita długość odcinka drogi 7 w obrębie Warszawy wynosi 21,2 km.

## Historia numeracji
Na przestrzeni lat trasa posiadała różne oznaczenia:

| Numer  | Numer  | Przebieg | Lata obowiązywania                                    | Źródło | Uwagi                                                                                   |
| ------ | ------ | --- | ----------------------------------------------------- | --- | --------------------------------------------------------------------------------------- |
| 1      | 1      | Warszawa – Radom – Bzin – Kielce – Miechów – Kraków – Myślenice | 1920 – lata 30.                                       | Ustawa z dnia 10 grudnia 1920 r. o budowie i utrzymaniu dróg publicznych w Rzeczypospolitej Polskiej (Dz.U. z 1921 r. nr 6, poz. 32) |                                                                                         |
| 1/3    | 1/3    | Kuklin – Mława | lata 30. – 1952                                       | Mapa samochodowa Polski (stan dróg) na rok 1939/40, Warszawa | odnoga drogi państwowej nr 1                                                            |
| ?      | ?      | Mława – Glinojeck – Płońsk | lata 30. – 1952                                       | Mapa samochodowa Polski (stan dróg) na rok 1939/40, Warszawa | nieznany numer drogi                                                                    |
| 1      | 1      | Płońsk – Zakroczym – Łomianki – Warszawa | lata 30. – 1952                                       | - Mapa samochodowa Polski (stan dróg) na rok 1939/40, Warszawa - Rozporządzenie Ministra Budownictwa z dnia 26 września 1949 r. w sprawie odległości budynków od niektórych dróg państwowych (Dz.U. z 1949 r. nr 52, poz. 398) - Wegenwiki (niderl.) |                                                                                         |
| ?      | ?      | Żukowo – Gdańsk | 1952 – 1985                                           | - Samochodowy atlas Polski 1:500 000, wydanie czwarte, Państwowe Przedsiębiorstwo Wydawnictw Kartograficznych, 1965, Warszawa - Samochodowy atlas Polski 1:500 000, wydanie V, Państwowe Przedsiębiorstwo Wydawnictw Kartograficznych, 1979, Warszawa - Samochodowy atlas Polski 1:500 000, wydanie VI, Państwowe Przedsiębiorstwo Wydawnictw Kartograficznych, 1980, Warszawa - Samochodowy atlas Polski 1:500 000, wydanie IX, Państwowe Przedsiębiorstwo Wydawnictw Kartograficznych, 1984, Warszawa | - nieznany numer drogi przed 1985 r. - droga oznaczana na mapach jako droga drugorzędna |
| 10     | E81    | Gdańsk – Nowy Dwór Gdański – Elbląg – Pasłęk – Ostróda – Olsztynek – Nidzica – Mława – Płońsk – Zakroczym – Łomianki – Warszawa | - krajowy: 1952 – ? - międzynarodowy: 1962 – 1985     | Samochodowy atlas Polski 1:500 000, wydanie czwarte, Państwowe Przedsiębiorstwo Wydawnictw Kartograficznych, 1965, Warszawa |                                                                                         |
| E7 E82 | E7 E82 | Warszawa – Janki | 1962 – 1985                                           | Samochodowy atlas Polski 1:500 000, wydanie czwarte, Państwowe Przedsiębiorstwo Wydawnictw Kartograficznych, 1965, Warszawa |                                                                                         |
| 15     | E7     | Janki – Grójec – Białobrzegi – Radom – Szydłowiec – Skarżysko-Kamienna – Kielce – Chęciny – Jędrzejów – Miechów – Kraków | - krajowy: 1952 – ? - międzynarodowy: 1962 – 1985     | - Samochodowy atlas Polski 1:500 000, wydanie czwarte, Państwowe Przedsiębiorstwo Wydawnictw Kartograficznych, 1965, Warszawa - Samochodowy atlas Polski 1:500 000, wydanie V, Państwowe Przedsiębiorstwo Wydawnictw Kartograficznych, 1979, Warszawa - Samochodowy atlas Polski 1:500 000, wydanie VI, Państwowe Przedsiębiorstwo Wydawnictw Kartograficznych, 1980, Warszawa - Samochodowy atlas Polski 1:500 000, wydanie IX, Państwowe Przedsiębiorstwo Wydawnictw Kartograficznych, 1984, Warszawa |                                                                                         |
| 15     | E7 T7  | Kraków – Głogoczów | - krajowy: 1952 – ? - międzynarodowy: 1962 – 1985     | * Samochodowy atlas Polski 1:500 000, wydanie czwarte, Państwowe Przedsiębiorstwo Wydawnictw Kartograficznych, 1965, Warszawa - Reiseatlas DDR mit ČSSR, Polen, UDSSR, Ungarn, Rumänien, Bulgarien. Berlin/Leipzig, DDR: VEB Tourist Verlag, 1977, s. 57, 96. (niem. • ros. • ang. • fr. • pol. • cz.). |                                                                                         |
| 15     | T7     | Głogoczów – Myślenice – Rabka | - krajowy: 1952 – ? - międzynarodowy: lata 70. – 1985 | - Mapa samochodowa Polski 1:1 000 000, Państwowe Przedsiębiorstwo Wydawnictw Kartograficznych, 1962, Warszawa - Samochodowy atlas Polski 1:500 000, wydanie czwarte, Państwowe Przedsiębiorstwo Wydawnictw Kartograficznych, 1965, Warszawa - Samochodowy atlas Polski 1:500 000, wydanie V, Państwowe Przedsiębiorstwo Wydawnictw Kartograficznych, 1979, Warszawa - Samochodowy atlas Polski 1:500 000, wydanie VI, Państwowe Przedsiębiorstwo Wydawnictw Kartograficznych, 1980, Warszawa - Samochodowy atlas Polski 1:500 000, wydanie IX, Państwowe Przedsiębiorstwo Wydawnictw Kartograficznych, 1984, Warszawa - Reiseatlas DDR mit ČSSR, Polen, UDSSR, Ungarn, Rumänien, Bulgarien. Berlin/Leipzig, DDR: VEB Tourist Verlag, 1977, s. 57. (niem. • ros. • ang. • fr. • pol. • cz.). | - numer T7 wprowadzono w latach 70.                                                     |
| 32     | T7     | Rabka – Chyżne – granica państwa | - krajowy: 1952 – ? - międzynarodowy: lata 70. – 1985 | - Samochodowy atlas Polski 1:500 000, wydanie czwarte, Państwowe Przedsiębiorstwo Wydawnictw Kartograficznych, 1965, Warszawa - Reiseatlas DDR mit ČSSR, Polen, UDSSR, Ungarn, Rumänien, Bulgarien. Berlin/Leipzig, DDR: VEB Tourist Verlag, 1977, s. 57. (niem. • ros. • ang. • fr. • pol. • cz.). | - numer T7 wprowadzono w latach 70.                                                     |
| 219    | 7      | Żukowo – Gdańsk | - 219: 1985 – 2000 - 7: od 2000                       | - Uchwała nr 192 Rady Ministrów z dnia 2 grudnia 1985 r. w sprawie zaliczenia dróg do kategorii dróg krajowych (M.P. z 1986 r. nr 3, poz. 16) - Mapa samochodowa Polski 1:700 000, wydanie 1, Wydawnictwo Kartograficzne KOMPAS, 1996/1997, Szczecin - Zarządzenie nr 6 Generalnego Dyrektora Dróg Publicznych z dnia 9 maja 2000 r. w sprawie nowych numerów dróg krajowych (wykaz dróg w archiwum Rzeczpospolitej ) | od 1985 r. jako droga krajowa                                                           |
| 7      | E77    | Żukowo – Gdańsk – Nowy Dwór Gdański – Elbląg – Ostróda – Olsztynek – Mława – Płońsk – Warszawa – Janki – Grójec – Białobrzegi – Radom – Skarżysko-Kamienna – Kielce – Jędrzejów – Słomniki – Kraków – Głogoczów – Myślenice – Lubień – Rabka – Jabłonka – Chyżne – granica państwa | od 1985, z późniejszymi zmianami                      | - Uchwała nr 192 Rady Ministrów z dnia 2 grudnia 1985 r. w sprawie zaliczenia dróg do kategorii dróg krajowych (M.P. z 1986 r. nr 3, poz. 16) - Mapa samochodowa Polski 1:700 000, wydanie 1, Wydawnictwo Kartograficzne KOMPAS, 1996/1997, Szczecin - Zarządzenie nr 6 Generalnego Dyrektora Dróg Publicznych z dnia 9 maja 2000 r. w sprawie nowych numerów dróg krajowych (wykaz dróg w archiwum Rzeczpospolitej ) | E77 na odc. Gdańsk-Chyżne                                                               |

## Bezpieczeństwo
„Siódemka” przed oddaniem do użytku poszczególnych odcinków w standardzie drogi ekspresowej była jedną z najniebezpieczniejszych dróg krajowych w Polsce. Według danych policji w 2007 roku odnotowano na niej 765 wypadków drogowych co było najwyższą wartością dla polskich dróg krajowych (taka sama liczba wypadków miała miejsce na DK1) w których zmarło 170 a odniosło rany 1157 osób, które to wartości były najwyższe spośród wszystkich dróg krajowych w Polsce. Rok później (2008) liczba wypadków zmniejszyła się do 696 (co było drugą najwyższą wartością dla dróg krajowych w Polsce zaraz po drodze nr 1 – 738) w których zmarło 157 (najwięcej w Polsce) a odniosło rany 929 osób (druga pod względem liczby ofiar wartość dla polskich dróg krajowych po drodze nr 1 – 993). Dla porównania w wypadkach drogowych do których doszło na liczącej 230 km DK78 w 2007 r. zmarło 19 osób, co nawet przy wzięciu pod uwagę różnicy w długości jest wartością dużo niższą.

## Droga krajowa nr 7 w kulturze
Od numeru drogi pochodzi tytuł piosenki Jana Krzysztofa Kelusa Ballada o szosie E7 nawiązująca do działalności KORu po wydarzeniach radomskich. Kazik Staszewski w piosence pod tytułem „Piosenka o mławskiej policji” (album Mars napada) opowiada fikcyjną historię swojej podróży drogą krajową nr 7 (opisaną w utworze przy pomocy potocznego określenia szosa gdańska), w tym o zatrzymaniu przez tytułową policję drogową z Mławy za złamanie prawa i przepisów. Podróż drogą nr 7 jest również wątkiem przewodnim w powieści Ziemowita Szczerka Siódemka.

## Ważniejsze miejscowości leżące na trasie nr 7
- Żukowo (DK20)
- Gdańsk (S6 E28, DK89, DK91 E75) – Południowa obwodnica Gdańska i Obwodnica Trójmiasta S6/S7
- Nowy Dwór Gdański (DK55) – obwodnica S7
- Elbląg (S22 E28, DK22) – obwodnica S7
- Pasłęk – obwodnica S7
- Miłomłyn – obwodnica S7
- Ostróda (DK16) – obwodnica S7
- Olsztynek (S51) – obwodnica S7
- Nidzica – obwodnica S7
- Mława – obwodnica S7
- Glinojeck (DK60) – obwodnica S7
- Płońsk (DK10, DK50) – obwodnica S7
- Zakroczym (DK62) – obwodnica S7
- Modlin (DK62) – obwodnica S7
- Nowy Dwór Mazowiecki (DK62) – obwodnica S7
- Kazuń Nowy (DK85) – obwodnica S7
- Czosnów – obwodnica S7
- Łomianki
- Warszawa (S2, S8, DK8, DK61, DK79, DK92) – dwie obwodnice: S7/S8 oraz S2/S7/S8
- Piastów – obwodnica S2/S7/S8
- Lesznowola - obwodnica S7
- Piaseczno - obwodnica S7
- Tarczyn – obwodnica S7
- Grójec (DK50) – obwodnica S7
- Białobrzegi (DK48) – obwodnica S7
- Jedlińsk – obwodnica S7
- Radom (DK12) – obwodnica S7
- Szydłowiec – obwodnica S7
- Skarżysko-Kamienna (DK42) – obwodnica S7
- Suchedniów – obwodnica S7
- Kielce (DK73, DK74) – obwodnica S7
- Chęciny – obwodnica S7
- Jędrzejów (DK78) – obwodnica S7
- Wodzisław – obwodnica S7
- Książ Wielki - obwodnica S7
- Miechów – obwodnica S7
- Słomniki - obwodnica S7
- Kraków (A4 E40, DK44, DK79, DK94) – obwodnica A4/S52/S7/DK94
- Mogilany – obwodnica
- Myślenice – obwodnica
- Pcim – S7
- Lubień – obwodnica S7
- Naprawa – w powiecie suskim, w gminie Jordanów – Tunel im. Marii i Lecha Kaczyńskich, długość 2058 m
- Skomielna Biała (DK28) – obwodnica S7
- Rabka-Zdrój (DK47) – obwodnica S7
- Jabłonka
- Chyżne – granica ze Słowacją